# Cescau (Ariège)
Pour les articles homonymes, voir Cescau.
Cescau est une commune française, située dans l'ouest du département de l'Ariège en région Occitanie. Sur le plan historique et culturel, la commune fait partie du Couserans, pays aux racines gasconnes structuré par le cours du Salat.
Exposée à un climat de montagne, elle est drainée par le Lez et par divers autres petits cours d'eau. Incluse dans le parc naturel régional des Pyrénées ariégeoises, la commune est très proche d'un patrimoine naturel remarquable : un site Natura 2000 (le « chars de Moulis et de Liqué, grotte d'Aubert, Soulane de Balaguères et de Sainte-Catherine, granges des vallées de Sour et d'Astien ») et trois zones naturelles d'intérêt écologique, faunistique et floristique.
Cescau est une commune rurale qui compte 162 habitants en 2022, après avoir connu un pic de population de 627 habitants en 1831. Elle fait partie de l'aire d'attraction de Saint-Girons. Ses habitants sont appelés les Cescautois ou Cescautoises.

## Géographie

### Localisation
1. Carte dynamique
2. Carte Openstreetmap
3. Carte topographique
4. Carte avec les communes environnantes

La commune de Cescau se trouve dans le département de l'Ariège, en région Occitanie.
Elle se situe à 46 km à vol d'oiseau de Foix, préfecture du département, et à 11 km de Saint-Girons, sous-préfecture.
Les communes les plus proches sont :
Castillon-en-Couserans (1,3 km), Audressein (1,3 km), Arrout (1,8 km), Balaguères (2,1 km), Engomer (2,4 km), Sor (2,7 km), Salsein (3,5 km), Argein (3,8 km).
Sur le plan historique et culturel, Cescau fait partie du Couserans, pays aux racines gasconnes structuré par le cours du Salat (affluent de la Garonne), que rien ne prédisposait à rejoindre les anciennes dépendances du comté de Foix.
Cescau est limitrophe de cinq autres communes dont quatre dans le département de la Haute-Garonne.
Les communes limitrophes sont  Arrout, Audressein, Balaguères, Castillon-en-Couserans et Engomer.
| Arrout     | Balaguères             | Engomer |
| Audressein | Cescau                 |         |
|            | Castillon-en-Couserans |         |

Commune des Pyrénées située dans l'aire d'attraction de Saint-Girons. Elle fait partie de la communauté de communes Couserans - Pyrénées et du parc naturel régional des Pyrénées ariégeoises.

### Géologie et relief
La commune est située dans les Pyrénées, une chaîne montagneuse jeune, érigée durant l'ère tertiaire (il y a 40 millions d'années environ), en même temps que les Alpes. Les terrains affleurants sur le territoire communal sont constitués de roches métamorphiques datant pour certaines du Mésozoïque, anciennement appelé Ère secondaire, qui s'étend de −252,2 à −66,0 Ma, et pour d'autres du Protérozoïque, le dernier éon du Précambrien sur l’échelle des temps géologiques. La structure détaillée des couches affleurantes est décrite dans les feuilles « no 1073 - Aspect » et « no 1074 - Saint-Girons » de la carte géologique harmonisée au 1/50 000ème du département de l'Ariège, et leurs notices associées.
La superficie cadastrale de la commune publiée par l’Insee, qui sert de références dans toutes les statistiques, est de 5,32 km2,. La superficie géographique, issue de la BD Topo, composante du Référentiel à grande échelle produit par l'IGN, est quant à elle de 5,37 km2. Son relief est particulièrement découpé puisque la dénivelée maximale atteint 627 mètres. L'altitude du territoire varie entre 480 m et 1 107 m.
La superficie de la commune est de 532 hectares ; son altitude varie de 480  à   1 107 mètres.

### Hydrographie

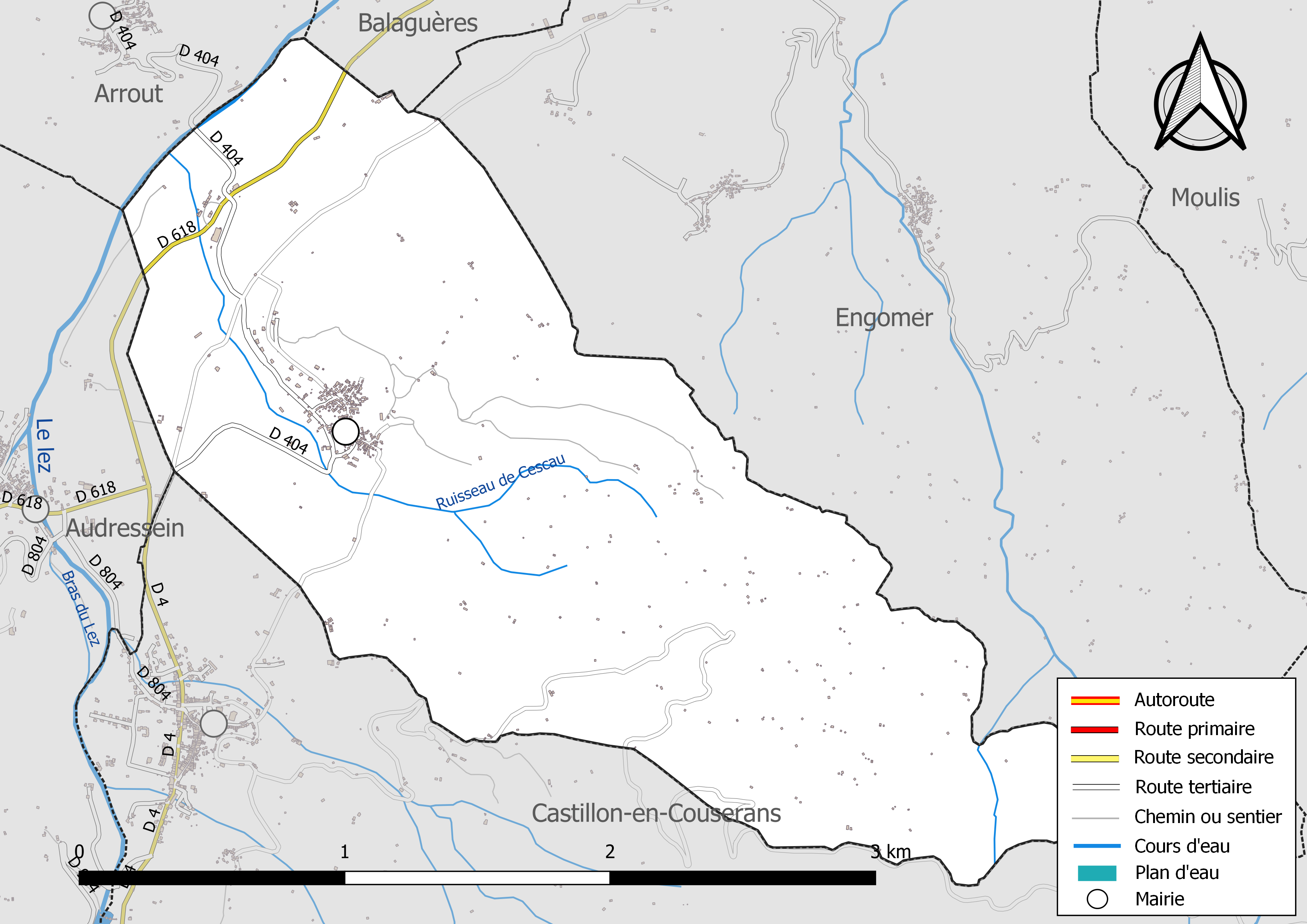
Réseaux hydrographique et routier de Cescau.

La commune est dans le bassin versant de la Garonne, au sein du bassin hydrographique Adour-Garonne. Elle est drainée par le Lez, le Clot, le ruisseau de Cescau et par deux petits cours d'eau, constituant un réseau hydrographique de 5 km de longueur totale,.
Le Lez, d'une longueur totale de 35,8 km, prend sa source dans la commune de Sentein et s'écoule du sud-ouest vers le nord-est. Il traverse la commune et se jette dans le Salat à Saint-Girons, après avoir traversé 11 communes.

### Climat
Pour des articles plus généraux, voir Climat de l'Occitanie et Climat de l'Ariège.
En 2010, le climat de la commune est de type climat des marges montargnardes, selon une étude s'appuyant sur une série de données couvrant la période 1971-2000. En 2020, Météo-France publie une typologie des climats de la France métropolitaine dans laquelle la commune est exposée à un climat de montagne et est dans la région climatique Pyrénées centrales, caractérisée par une pluviométrie annuelle de 1 000 à 1 200 mm.
Pour la période 1971-2000, la température annuelle moyenne est de 11,1 °C, avec une amplitude thermique annuelle de 14,2 °C. Le cumul annuel moyen de précipitations est de 945 mm, avec 9,9 jours de précipitations en janvier et 7,6 jours en juillet. Pour la période 1991-2020, la température moyenne annuelle observée sur la station météorologique la plus proche, située sur la commune d'Augirein à 10 km à vol d'oiseau, est de 11,7 °C et le cumul annuel moyen de précipitations est de 1 257,9 mm,. Pour l'avenir, les paramètres climatiques de la commune estimés pour 2050 selon différents scénarios d'émission de gaz à effet de serre sont consultables sur un site dédié publié par Météo-France en novembre 2022.

### Milieux naturels et biodiversité

#### Espaces protégés
La protection réglementaire est le mode d’intervention le plus fort pour préserver des espaces naturels remarquables et leur biodiversité associée,.
La commune fait partie du parc naturel régional des Pyrénées ariégeoises, créé en 2009 et d'une superficie de 245 973 ha, qui s'étend sur 138 communes du département. Ce territoire unit les plus hauts sommets aux frontières de l’Andorre et de l’Espagne (la Pique d'Estats, le mont Valier, etc) et les plus hautes vallées des avants-monts, jusqu’aux plissements du Plantaurel.

#### Réseau Natura 2000

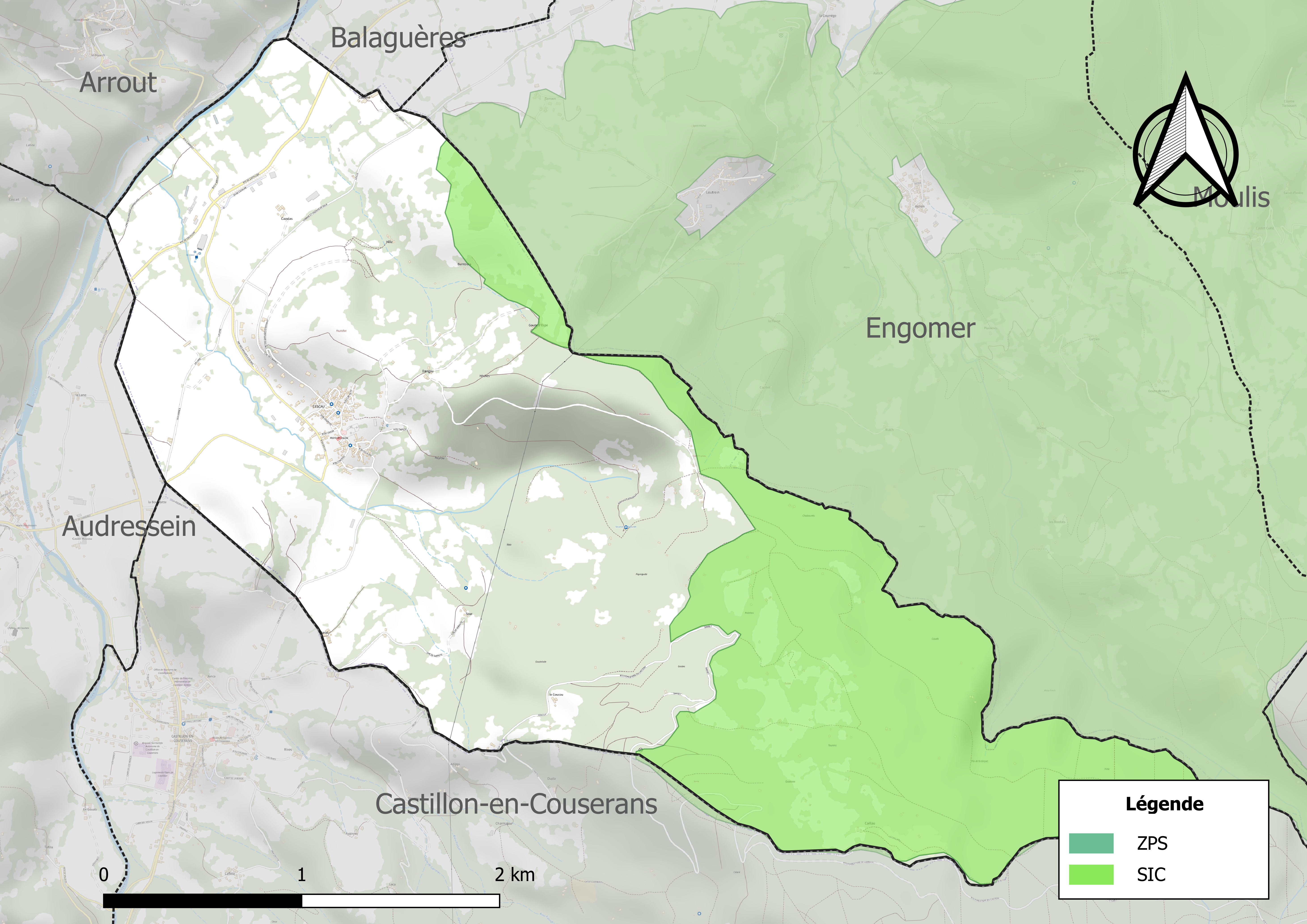
Site Natura 2000 sur le territoire communal.

Le réseau Natura 2000 est un réseau écologique européen de sites naturels d'intérêt écologique élaboré à partir des directives habitats et oiseaux, constitué de zones spéciales de conservation (ZSC) et de zones de protection spéciale (ZPS).
Un site Natura 2000 a été défini englobant la commune au titre de la directive habitats : le « chars de Moulis et de Liqué, grotte d'Aubert, Soulane de Balaguères et de Sainte-Catherine, granges des vallées de Sour et d'Astien », d'une superficie de 4 377 ha, un ensemble de petits massifs calcaires karstifiés avec sites à orchidées exceptionnels et des grottes de reproduction pour les chauves-souris.

#### Zones naturelles d'intérêt écologique, faunistique et floristique
L’inventaire des zones naturelles d'intérêt écologique, faunistique et floristique (ZNIEFF) a pour objectif de réaliser une couverture des zones les plus intéressantes sur le plan écologique, essentiellement dans la perspective d’améliorer la connaissance du patrimoine naturel national et de fournir aux différents décideurs un outil d’aide à la prise en compte de l’environnement dans l’aménagement du territoire.
Deux ZNIEFF de type 1 sont recensées sur la commune :
le « massif du Bouireix et montagnes de Sourroque » (13 572 ha), couvrant 14 communes du département, et
la « partie aval du Lez entre Les Bordes-sur-Lez et Saint-Girons » (76 ha), couvrant 9 communes du département
et une ZNIEFF de type 2, :
les « massifs du mont Valier, du Bouirex et montagnes de Sourroque » (32 357 ha), couvrant 18 communes du département.

Carte des ZNIEFF de type 1 et 2 à Cescau.
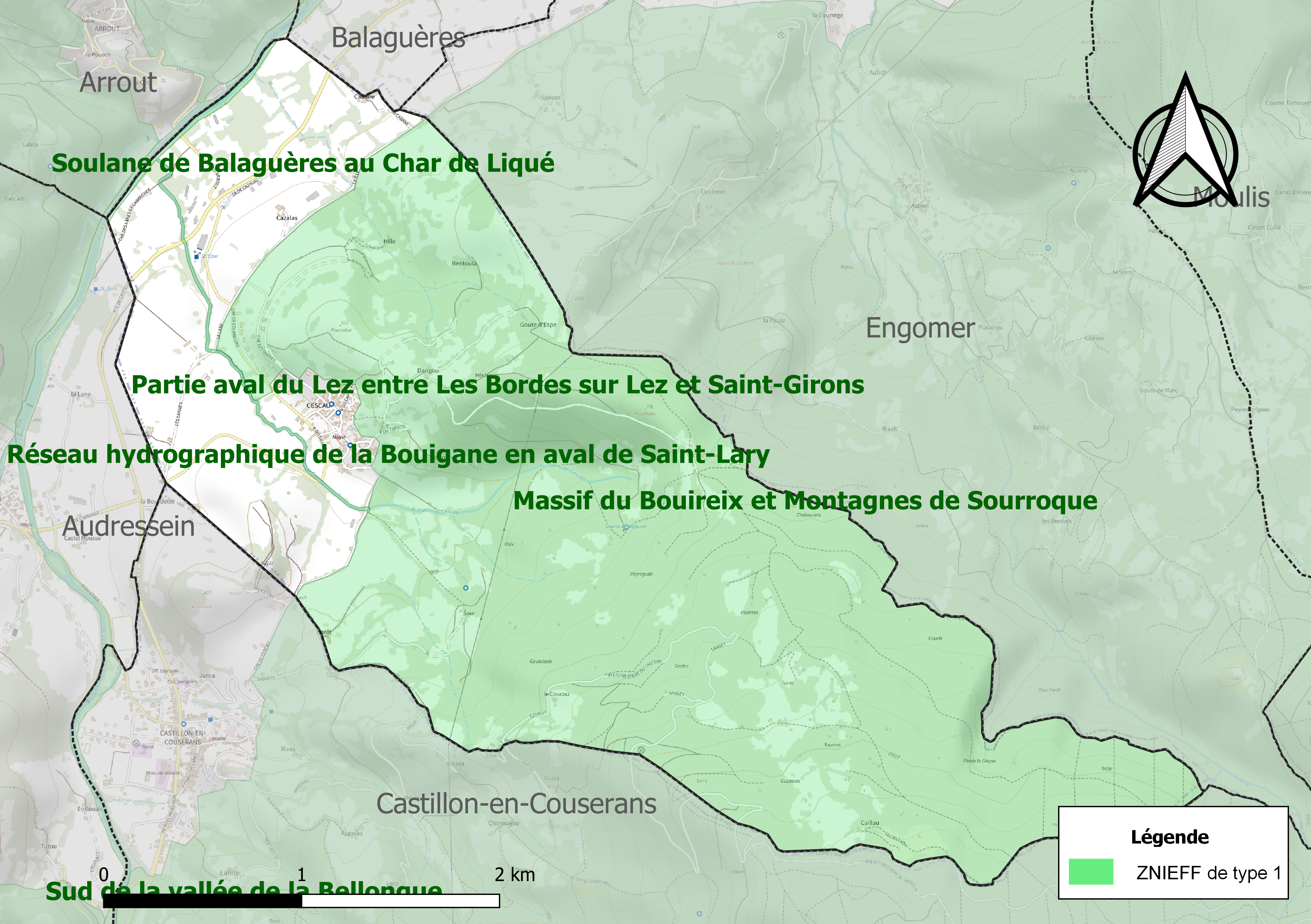
Carte des ZNIEFF de type 1 sur la commune.
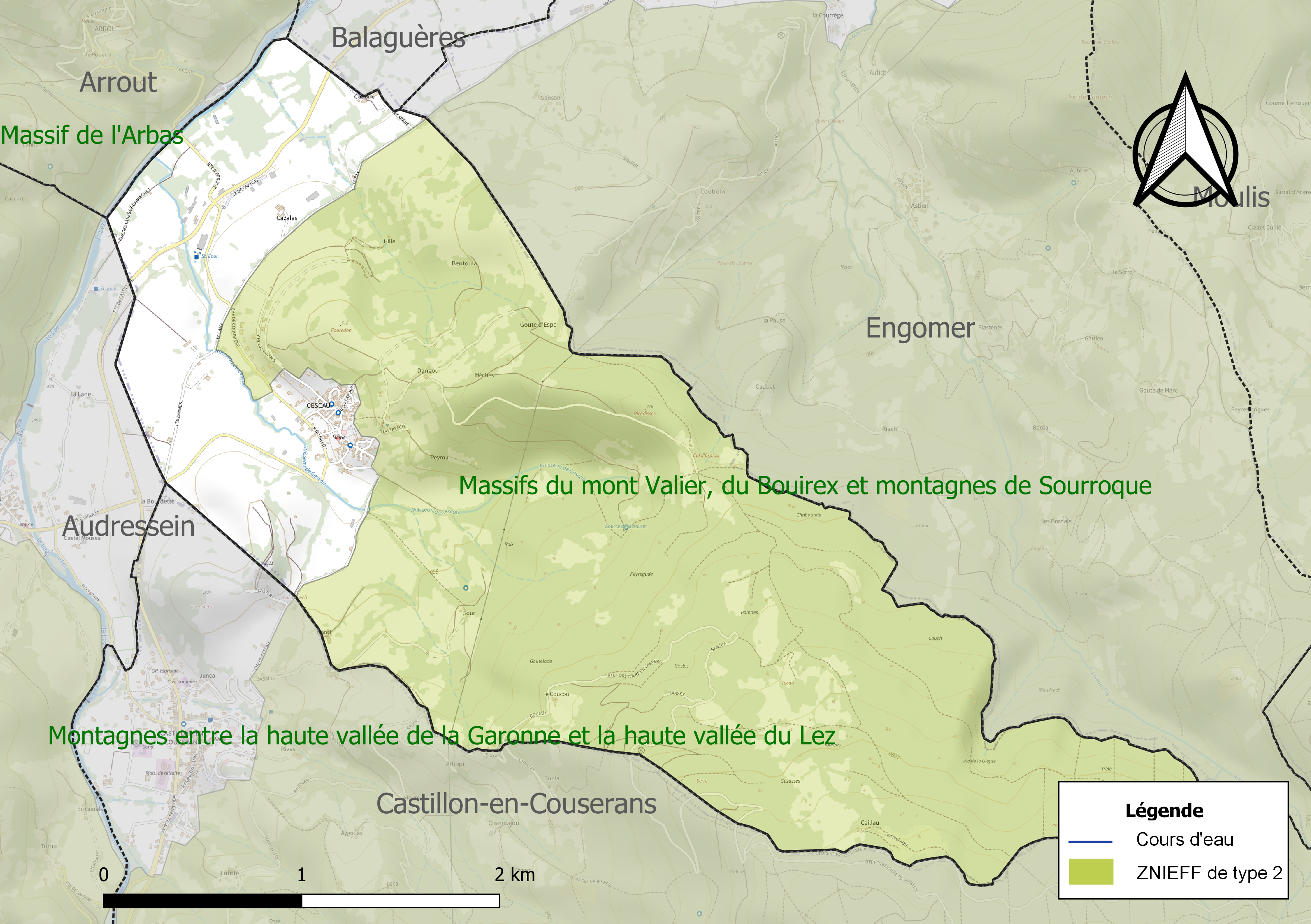
Carte de la ZNIEFF de type 2 sur la commune.

## Urbanisme

### Typologie
Au 1er janvier 2024, Cescau est catégorisée commune rurale à habitat dispersé, selon la nouvelle grille communale de densité à 7 niveaux définie par l'Insee en 2022.
Elle est située hors unité urbaine. Par ailleurs la commune fait partie de l'aire d'attraction de Saint-Girons, dont elle est une commune de la couronne,. Cette aire, qui regroupe 70 communes, est catégorisée dans les aires de moins de 50 000 habitants,.

### Occupation des sols
L'occupation des sols de la commune, telle qu'elle ressort de la base de données européenne d’occupation biophysique des sols Corine Land Cover (CLC), est marquée par l'importance des forêts et milieux semi-naturels (61,3 % en 2018), une proportion identique à celle de 1990 (61,3 %). La répartition détaillée en 2018 est la suivante :
forêts (53,5 %), prairies (26,5 %), zones agricoles hétérogènes (12,2 %), milieux à végétation arbustive et/ou herbacée (7,8 %). L'évolution de l’occupation des sols de la commune et de ses infrastructures peut être observée sur les différentes représentations cartographiques du territoire : la carte de Cassini (XVIIIe siècle), la carte d'état-major (1820-1866) et les cartes ou photos aériennes de l'IGN pour la période actuelle (1950 à aujourd'hui).

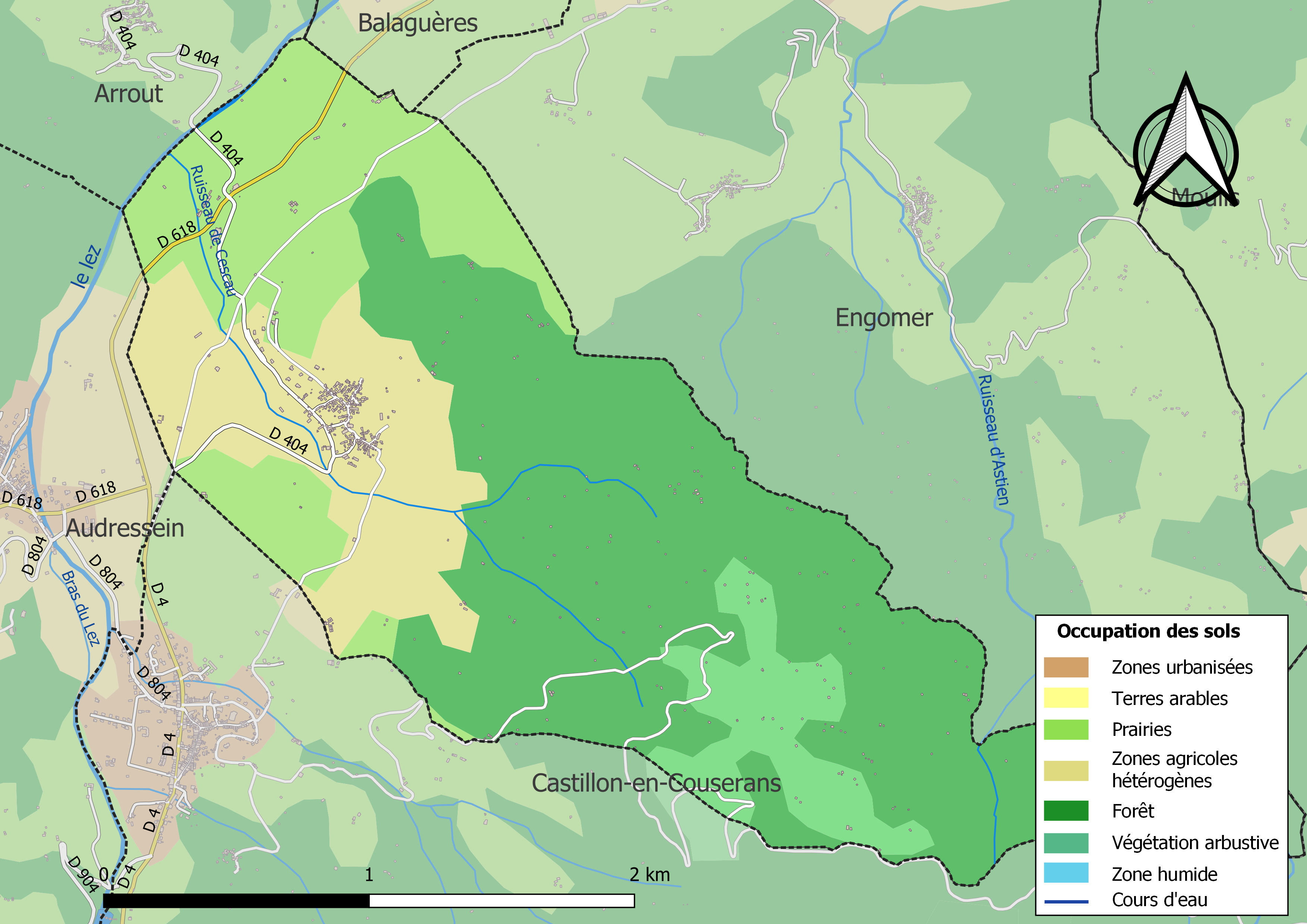
Carte des infrastructures et de l'occupation des sols de la commune en 2018 (CLC).

### Habitat et logement
En 2018, le nombre total de logements dans la commune était de 135, alors qu'il était de 131 en 2013 et de 126 en 2008.
Parmi ces logements, 50,4 % étaient des résidences principales, 45,9 % des résidences secondaires et 3,7 % des logements vacants. Ces logements étaient pour 93,3 % d'entre eux des maisons individuelles et pour 6,7 % des appartements.
Le tableau ci-dessous présente la typologie des logements à Cescau en 2018 en comparaison avec celle de l'Ariège et de la France entière. Une caractéristique marquante du parc de logements est ainsi une proportion de résidences secondaires et logements occasionnels (45,9 %) supérieure à celle du département (24,6 %) et à celle de la France entière (9,7 %). Concernant le statut d'occupation de ces logements, 72,1 % des habitants de la commune sont propriétaires de leur logement (72,6 % en 2013), contre 66,3 % pour l'Ariège et 57,5 % pour la France entière.
| Typologie                                               | Cescau | Ariège | France entière |
| ------------------------------------------------------- | ------ | ------ | -------------- |
| Résidences principales (en %)                           | 50,4   | 65,7   | 82,1           |
| Résidences secondaires et logements occasionnels (en %) | 45,9   | 24,6   | 9,7            |
| Logements vacants (en %)                                | 3,7    | 9,7    | 8,2            |

### Voies de communication et transports
Accès avec la route départementale D 618 ancienne route nationale 618.

### Risques majeurs

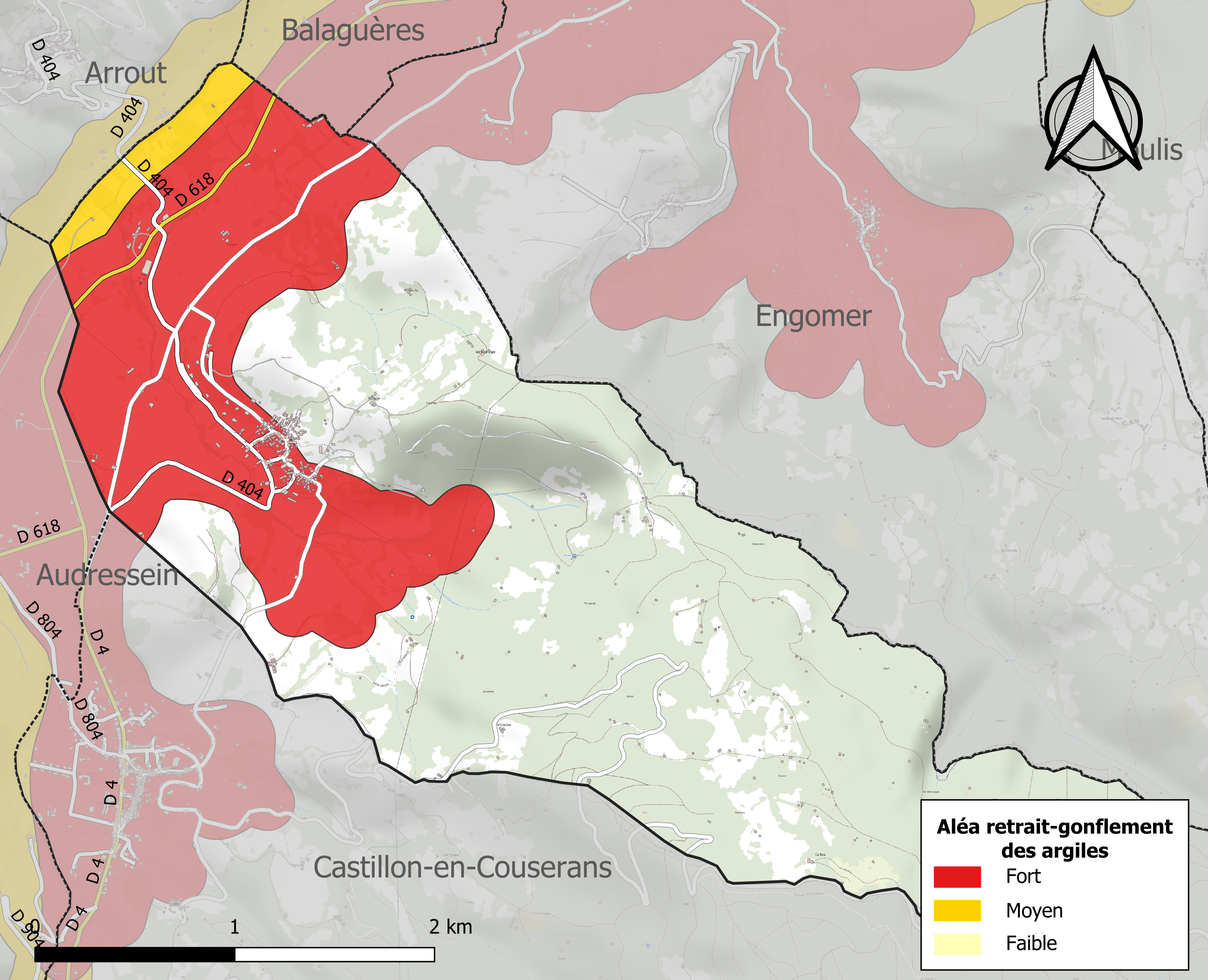
Zonage de l'aléa retrait-gonflement des argiles sur la commune de Cescau.

Le territoire de la commune de Cescau est vulnérable à différents aléas naturels : inondations, climatiques (grand froid ou canicule), feux de forêts, mouvements de terrains et séisme (sismicité modérée),.
Certaines parties du territoire communal sont susceptibles d’être affectées par le risque d’inondation par crue torrentielle d'un cours d'eau, ou ruissellement d'un versant.
Les mouvements de terrains susceptibles de se produire sur la commune sont soit des chutes de blocs, soit des glissements de terrains, soit des mouvements liés au retrait-gonflement des argiles (nb aucune partie de la commune n'est argileuse!!!). Près de 50 % de la superficie du département est concernée par l'aléa retrait-gonflement des argiles, dont la commune de Cescau (NON!!). L'inventaire national des cavités souterraines permet par ailleurs de localiser celles situées sur la commune.

## Histoire
Blaise Ferrage dit "Sayé", né en 1755 à Cescau, était un criminel notoire auteur de 22 viols, d'un assassinat et deux tentatives de meurtre… pour ce qui a pu être prouvé. Condamné à mort, il sera roué vif à Toulouse le 13 décembre 1782. De véritables légendes ont été tissées sur ce personnage allant jusqu'à en faire un cannibale.

## Politique et administration

### Découpage territorial
La commune de Cescau est membre de la communauté de communes Couserans-Pyrénées, un établissement public de coopération intercommunale (EPCI) à fiscalité propre créé le 18 novembre 2016 dont le siège est à Saint-Lizier. Ce dernier est par ailleurs membre d'autres groupements intercommunaux.
Sur le plan administratif, elle est rattachée à l'arrondissement de Saint-Girons, au département de l'Ariège, en tant que circonscription administrative de l'État, et à la région Occitanie.
Sur le plan électoral, elle dépend du canton du Couserans Ouest pour l'élection des conseillers départementaux, depuis le redécoupage cantonal de 2014 entré en vigueur en 2015, et de la première circonscription de l'Ariège  pour les élections législatives, depuis le redécoupage électoral de 1986.

### Administration municipale
Le nombre d'habitants au recensement de 2011 étant compris entre 100 et 499, le nombre de membres du conseil municipal pour l'élection de 2014 est de onze,.

### Liste des maires
| Période                                  | Période  | Identité           | Étiquette | Qualité   |
| ---------------------------------------- | -------- | ------------------ | --------- | --------- |
| mars 2001                                | 2014     | Didier Naudin      |           |           |
| mars 2014                                | 2020     | Robert Roudil      | SE        | Retraité  |
| 2020                                     | En cours | Martine Huc-Gaston | SE        | Retraitée |
| Les données manquantes sont à compléter. |          |                    |           |           |

## Population et société

### Démographie
L'évolution du nombre d'habitants est connue à travers les recensements de la population effectués dans la commune depuis 1793. Pour les communes de moins de 10 000 habitants, une enquête de recensement portant sur toute la population est réalisée tous les cinq ans, les populations de référence des années intermédiaires étant quant à elles estimées par interpolation ou extrapolation. Pour la commune, le premier recensement exhaustif entrant dans le cadre du nouveau dispositif a été réalisé en 2008.

En 2022, la commune comptait 162 habitants, en évolution de +18,25 % par rapport à 2016 (Ariège : +1,48 %, France hors Mayotte : +2,11 %).
| 1793 | 1800 | 1806 | 1821 | 1831 | 1836 | 1841 | 1846 | 1851 |
| ---- | ---- | ---- | ---- | ---- | ---- | ---- | ---- | ---- |
| 518  | 477  | 616  | 539  | 627  | 608  | 619  | 615  | 587  |

| 1856 | 1861 | 1866 | 1872 | 1876 | 1881 | 1886 | 1891 | 1896 |
| ---- | ---- | ---- | ---- | ---- | ---- | ---- | ---- | ---- |
| 556  | 506  | 532  | 513  | 510  | 446  | 461  | 388  | 420  |

| 1901 | 1906 | 1911 | 1921 | 1926 | 1931 | 1936 | 1946 | 1954 |
| ---- | ---- | ---- | ---- | ---- | ---- | ---- | ---- | ---- |
| 412  | 410  | 295  | 245  | 241  | 209  | 200  | 157  | 132  |

| 1962 | 1968 | 1975 | 1982 | 1990 | 1999 | 2006 | 2008 | 2013 |
| ---- | ---- | ---- | ---- | ---- | ---- | ---- | ---- | ---- |
| 125  | 117  | 100  | 106  | 90   | 105  | 131  | 138  | 140  |

| 2018 | 2022 | - | - | - | - | - | - | - |
| ---- | ---- | - | - | - | - | - | - | - |
| 145  | 162  | - | - | - | - | - | - | - |

| selon la population municipale des années : | 1968 | 1975 | 1982 | 1990 | 1999 | 2006 | 2009 | 2013 |
| Rang de la commune dans le département      | 190  | 219  | 199  | 215  | 185  | 190  | 189  | 188  |
| Nombre de communes du département           | 340  | 328  | 330  | 332  | 332  | 332  | 332  | 332  |

### Enseignement
Cescau fait partie de l'académie de Toulouse.

### Activités sportives
Chasse, randonnée,

### Écologie et recyclage
Récup'air 09 est une ressourcerie installée à Cescau.

## Économie

### Emploi
| Division       | 2008  | 2013   | 2018   |
| -------------- | ----- | ------ | ------ |
| Commune        | 3,7 % | 8,6 %  | 11 %   |
| Département    | 8,9 % | 11,1 % | 11,2 % |
| France entière | 8,3 % | 10 %   | 10 %   |

En 2018, la population âgée de 15 à 64 ans s'élève à 82 personnes, parmi lesquelles on compte 80,5 % d'actifs (69,5 % ayant un emploi et 11 % de chômeurs) et 19,5 % d'inactifs,. En 2018, le taux de chômage communal (au sens du recensement) des 15-64 ans est inférieur à celui du département, mais supérieur à celui de la France, alors qu'en 2008 il était inférieur à celui de la France.
La commune fait partie de la couronne de l'aire d'attraction de Saint-Girons, du fait qu'au moins 15 % des actifs travaillent dans le pôle,. Elle compte 24 emplois en 2018, contre 30 en 2013 et 9 en 2008. Le nombre d'actifs ayant un emploi résidant dans la commune est de 58, soit un indicateur de concentration d'emploi de 41,3 % et un taux d'activité parmi les 15 ans ou plus de 55,8 %.
Sur ces 58 actifs de 15 ans ou plus ayant un emploi, 8 travaillent dans la commune, soit 14 % des habitants. Pour se rendre au travail, 96,6 % des habitants utilisent un véhicule personnel ou de fonction à quatre roues, 3,4 % les transports en commun.

### Activités hors agriculture

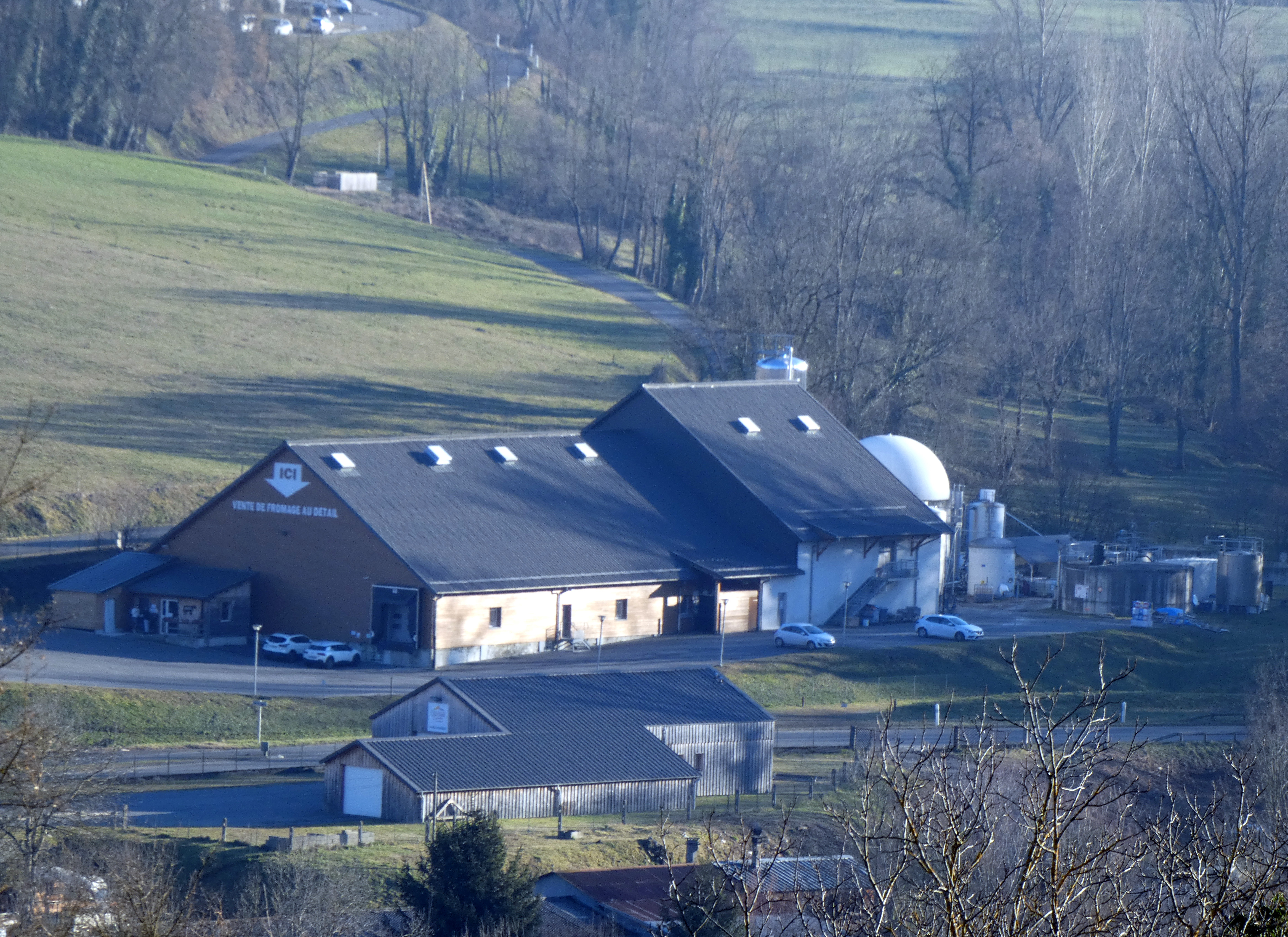
Fromagerie de la Core sur la zone artisanale de Cazalas.

15 établissements sont implantés à Cescau au 31 décembre 2019.
Le secteur de la construction est prépondérant sur la commune puisqu'il représente 60 % du nombre total d'établissements de la commune (9 sur les 15 entreprises implantées à Cescau), contre 14,2 % au niveau départemental.
Le territoire communal de Cescau comprend une zone artisanale d'intérêt cantonal au lieu-dit Cazalas, directement accessible et visible depuis la route D618. Elle comprend notamment la fromagerie de la Core qui produit des fromages de type "Bethmale" dans la tradition des Pyrénées centrales. Diverses entreprises et prestataires ont leur siège à Cescau. La plus originale est sans doute la ressourcerie Récup'air qui valorise après remise en état des objets initialement destinés à la destruction.

### Agriculture
|                                   | 1988 | 2000 | 2010 |
| --------------------------------- | ---- | ---- | ---- |
| Exploitations                     | 10   | 4    | 2    |
| Superficie agricole utilisée (ha) | 160  | 98   | 107  |

La commune fait partie de la petite région agricole dénommée « Région pyrénéenne ». En 2010, l'orientation technico-économique de l'agriculture  sur la commune est la polyculture et le polyélevage. Deux exploitations agricoles ayant leur siège dans la commune sont dénombrées lors du recensement agricole de 2010 (dix en 1988). La superficie agricole utilisée est de 107 ha.

## Culture locale et patrimoine

### Lieux et monuments
- Église Saint-Genez, avec un porche du XIIe siècle.

### Personnalités liées à la commune
- Annie Lavedan[61], née à Cescau ; actrice, metteur en scène et professeur au conservatoire Francis Poulenc, a publié son premier roman en 2009 : « Le chemin des âmes mortes » aux éditions Le pas d'oiseau.

## Pour approfondir